# Rasun-Anterselva
Rasun-Anterselva (en allemand : Rasen-Antholz) est une commune italienne d'environ 2 900 habitants située dans la province autonome de Bolzano dans la région du Trentin-Haut-Adige.

## Géographie
Située dans le Nord-Est de l'Italie et frontalière de l'Autriche, Rasun Anterselva est une « commune éparpillée » qui s'étend sur 121,57 km2 dans la vallée de l'Anterselva. Elle comprend les hameaux de Antholz Niedertal (Anterselva di Sotto), Antholz Mittertal (Anterselva di Mezzo), Antholz Obertal (Anterselva di Sopra), Neunhäusern (Nove Case), Niederrasen (Rasun di Sotto) et Oberrasen (Rasun di Sopra).

### Communes limitrophes
Les communes limitrophes sont  Brunico, Campo Tures, Monguelfo-Tesido, Perca, Sankt Jakob in Defereggen, Valdaora et Valle di Casies.

## Toponymie
Le toponyme Resine o Rasene est attesté vers 1050-1060. Le nom allemand Antholz signifie devant (ant) le bois (Holz).

## Sport
Cette ville accueille chaque année une étape de la Coupe du monde de biathlon sur le site Südtirol Arena Alto Adige.
En février 2026, le site d'Antholz-Anterselva accueillera les épreuves de biathlon lors des JO d'hiver de Milan-Cortina.

### Biathlon
C'est au début des années 1970 que Paul Zingerle, originaire d'Anterselva, découvre le biathlon lors des championnats italiens de biathlon à Sterzing. Immédiatement séduit par cette discipline et conscient des possibilités qu'offre la vallée d'Anterselva, il organise la première course en 1971,. D'autres compétitions individuelles sont organisées les années suivantes.
En 1975, Antholz accueille pour la première fois les championnats du monde et est à nouveau hôte l'année suivante. Paul Zingerle, impliqué dans la municipalité et la station, souhaite aller plus loin. Aidé de Kurt Hinze (père du biathlon en RDA), il organise la « semaine internationale du biathlon », une compétition officieuse qui pose les bases de la future Coupe du monde. L'hiver suivant voit la naissance officielle de la Coupe du monde de biathlon, et Antholz est la deuxième étape au programme avec deux épreuves : individuel 20 km et sprint 10 km.
Antholz accueille pour la troisième fois les championnats du monde de biathlon en 1983. Les trois épreuves sont l'individuel, le sprint et le relais 4x7,5 km. La compétition, pour la dernière fois exclusivement réservée aux hommes, est dominée par la RDA, suivie de la Norvège et de l'URSS.
En 1984, Paul Zingerle cède son poste de directeur du comité de biathlon à Franz Rieder. Sous la conduite de ce dernier, Antholz accueille une quatrième fois les championnats du monde, en 1995. Il est remplacé en 1997 par Gottlieb Taschler.
Lors de la saison de Coupe du monde 2000-2001, plusieurs sites de compétition sont dans l'incapacité d'organiser les courses au mois de décembre en raison de la douceur et du manque de neige. Antholz, qui dispose des conditions nécessaires, remplace ces sites et se retrouve à organiser quatre étapes au cours de la même saison.
Antholz organise une cinquième édition des championnats du monde en 2007. En 2016, la présidence du comité passe à Monsieur Lorenz Lietgeb. La sixième édition des mondiaux à Antholz a lieu en 2020.

### Cyclisme
En cyclisme, Anterselva a accueilli la 17e étape du Tour d'Italie 2019, avec une montée finale classée en première catégorie. L'étape fut remportée en échappée par Nans Peters tandis que Richard Carapaz, accélérant dans le dernier kilomètre, gagnait quelques secondes de plus sur ses rivaux au classement général, seulement devancé à l'arrivée par son coéquipier Mikel Landa.

## Caractéristiques linguistiques
La quasi-totalité de la population de Rasun Anterselva déclare l'allemand comme langue maternelle (recensement 2011) :
- 98,40 % allemand
- 1,16 % italien
- 0,44 % ladin

## Administration
| Période                                  | Période  | Identité        | Étiquette | Qualité |
| ---------------------------------------- | -------- | --------------- | --------- | ------- |
| 2005                                     | 2010     | Karl Messner    | SVP       |         |
| 2010                                     | 2012     | Herbert Berger  | SVP       |         |
| 2012                                     | En cours | Thomas Schuster | SVP       |         |
| Les données manquantes sont à compléter. |          |                 |           |         |

### Évolution démographique
Habitants recensés